# Рихард Цвен Круспе
Рихард Цвен Круспе (Лутерштат Витенберг, 24. јуна 1967) је немачки музичар, најпознатији као оснивач и водећи гитариста индустријал метал групе Рамштајн. Такође је члан група Emigrate и First Arsch.